# Patricia Boylan
Patricia Boylan (12 mars 1913 - 23 février 2006) est une actrice et une journaliste irlandaise. 

## Jeunesse
Patricia Boylan est née Patricia Clancy à Coalisland dans le comté de Tyrone, le 12 mars 1913. Ses parents sont Patrick, drapier au détail et en gros et juge de paix, et Anne Clancy (née Treanor). Elle est la dixième de douze enfants, quatre filles et huit garçons. La famille déménage à Dungannon, puis à Belfast, où Boylan fréquente la St Patrick's Girls' Academy. Elle aime étudier l'anglais et développe un intérêt pour le théâtre. Elle marque Arthur Shields lors de sa visite à Belfast en se faisant passer pour un journaliste. Elle rédige un compte-rendu de la réunion qui est publiée dans Irish News. Boylan fréquente le Collège technique municipal, apprenant la dactylographie et la sténographie. Elle suit une formation d'infirmière au Leeds General Infirmary de 1932 à 1936, diplômée du Royal College of Nursing de Londres. Elle déménage avec ses parents à Clonliffe Road dans le quartier de Drumcondra dans la partie nord de Dublin en 1937 et elle auditionne avec succès pour l'Abbey Theatre's School of Acting. Là, elle étudie aux côtés de Wilfred Brambell, Valentine Iremonger, Phyllis Ryan, Dan O'Herlihy et brièvement, Maureen O'Hara. 

## Carrière
Boylan écrit un profil de Lennox Robinson, le directeur de l'école, pour The Irish Press (30 septembre 1937). Ces travaux d'écriture occasionnels lui permettent de payer ses frais de scolarité. Robinson la choisit dans le cadre d'un groupe pour créer une classe de vers, et Boylan apparaît en tant que Deirdre dans la pièce radiophonique Deirdre of the sorrows de John Millington Synge sur Radio Éireann. Elle est l'une des membres d'origine et la secrétaire honoraire de la Dublin Verse-Speaking Society, fondée en décembre 1939 par Austin Clarke et Robert Farren. Boylan donne des récitals de poésie dans les théâtres Abbey et Peacock ainsi que dans l'émission de poésie du lundi soir, Poetry Anthology sur Radio Éireann pendant 25 ans. Elle rencontre Henry Boylan à Radio Éireann en 1941, et ils se marient le 18 septembre 1941 à Dublin. Ils ont deux filles, Anna et Catherine, et deux fils, Hugo et Peter,. 
Elle travaille comme assistante de rédaction pour Woman's Life, écrivant une chronique en tant que prête-plume sous le personnage d'une tante à l'agonie et gérant des concours de beauté. Boylan est une collaboratrice régulière des émissions-débats et des productions de Radio Éireann à partir des années 1940. Elle écrit sous le nom « Darina » pour la colonne société de The Irish Press. Elle contribue à la revue Hibernia, est rédactrice pour Creation et écrit pour The Irish Times, l'Irish Press, l'Irish Arts Review et Books Ireland. Elle publie un livre sur l'histoire du United Arts Club, All cultivated people: a history of the United Arts Club en 1988, et un mémoire Gaps of brightness en 2003. Elle est membre de l'Irish Contemporary Arts Society. 
Boylan meurt le 23 février 2006 à Dublin,,. 